# Campeonato Pernambucano
Campeonato Pernambucano – ligowe mistrzostwa brazylijskiego stanu Pernambuco.

## Format
Série A1
Campeonato Pernambucano podzielony jest na dwa turnieje – Taça Tabocas e Guararapes i Taça Confederação do Equador. Oba rozgrywane są według tego samego szablonu – każdy klub gra z każdym po jednym meczu. Klub, który wygra oba turnieje zostaje mistrzem stanu. Jeśli jednak każdy z tych turniejów zostanie wygrany przez różne kluby, zwycięzcy obu turniejów grają ze sobą mecz i rewanż decydujące o mistrzostwie stanu.
Dwa ostatnie kluby w tabeli sumarycznej (łączącej wyniki obu turniejów) spadają do drugiej ligi (Série A2).
W brazylijskich rozgrywkach ligowych format ulega częstym zmianom.

## Kluby
Série A1
- Associação Desportiva Cabense
- Belo Jardim Futebol Clube
- Central Sport Club
- Clube Náutico Capibaribe
- Clube Atlético do Porto
- Santa Cruz Futebol Clube
- Serrano Futebol Clube
- Sport Club Do Recife
- Vera Cruz Futebol Clube
- Sociedade Esportiva Ypiranga Futebol Clube

Série A2
- 1º De Maio Esporte Clube
- América Futebol Clube
- Arcoverde Futebol Clube
- Associação Desportiva Vitória
- Associação Esportiva Barreiros
- Associação Garanhuense de Atletismo – AGA
- Centro Limoeirense de Futebol
- Clube Ferroviário do Recife
- Estudantes Sport Club
- Ferroviário Esporte Clube de Serra Talhada
- Ferroviário Esporte Clube do Cabo
- Flamengo Esporte Clube de Arcoverde
- Grêmio Lítero Recreativo de Petrolândia
- Íbis Sport Clube
- Intercontinental Futebol Clube
- Itacuruba Sport Clube
- Manchete Futebol Clube do Recife
- Palmares Futebol Clube
- Petrolina Social FutebolL Clube S/C LTDA
- Ramalat Sport Clube
- Salgueiro Atlético Clube
- Sete de Setembro Esporte Clube
- Sociedade Egipiciens
- Sociedade Esportiva Decisão Esporte Clube
- Sport Clube Boa Vista
- Surubim Futebol Clube
- UNIBOL – Pernambuco Futebol Clube S/C

## Lista mistrzów

### Kluby według tytułów
- 39 – Sport
- 27 – Santa Cruz
- 21 – Náutico
- 6 – América (PE)
- 3 – Torre
- 2 – Tramways 2
- 1 – Flamengo (PE)